# Kriogenika
Kriogenika se opredeljuje kot znanstvena študija materialov in njihovega vedenja pri izredno nizkih temperaturah . Beseda prihaja iz grškega cryo , kar pomeni "hladno" in genično , kar pomeni "proizvajati". Izraz se največkrat pojavlja v kontekstu fizike, znanosti o materialih in medicine. Znanstveniki, ki študirajo kriogen, se imenujejo kriogeniki. Kriogeni material se lahko imenuje kriogen.

## Značilnosti
Čeprav se lahko poročajo o nizkih temperaturah z uporabo katerekoli temperature, so tehtnice Kelvin in Rankine najpogostejše, ker so absolutne lestvice, ki imajo pozitivne številke.
Točno, kako hladno snov je treba šteti za "kriogensko" je stvar neke razprave znanstvene skupnosti. Ameriški nacionalni inštitut za standarde in tehnologijo (NIST) meni, da kriogenika vključuje temperature pod -180 ° C (93,15 K, -292,00 ° F), kar je temperatura, nad katero so običajna hladilna sredstva (npr. Vodikov sulfid, freon) plini in pod katerimi so "trajni plini" (npr. zrak, dušik, kisik, neon, vodik, helij) tekočine. Obstaja tudi študijsko področje, ki se imenuje "visokotemperaturna kriogenika", ki vključuje temperature nad vreliščem tekočega dušika pri običajnem tlaku (-195,79 ° C (77,36 K, -320,42 ° F), do -50 ° C (223,15 K; -58,00 ° F).
Merjenje temperature kriogenov zahteva posebne senzorje.
Detektorji temperature upornosti (RTD) se uporabljajo za merjenje temperature najmanj 30 K. Pod 30 K se pogosto uporabljajo silicijeve diode. Kriogenski detektorji delcev so senzorji, ki delujejo nekaj stopinj nad absolutno ničlo in se uporabljajo za odkrivanje fotonov in elementarnih delcev.
Kriogene tekočine se navadno shranjujejo v napravah, imenovanih Dewar bučke.
To so kontejnerji z dvojno steno, ki imajo vakuum med stenami za izolacijo. Dewar bučke, namenjene za uporabo z zelo hladnimi tekočinami (npr. Tekoči helij), imajo dodatno izolacijsko posodo, napolnjeno s tekočim dušikom. Dewar bučke so poimenovali za njihovega izumitelja, James Dewar. Bučke omogočajo, da se plin izteče iz posode, da se prepreči nastanek tlaka od vrenja, ki bi lahko privedla do eksplozije.

### Kriogene tekočine
V kriogeniki se najpogosteje uporabljajo naslednje tekočine:
| Tekočina | Vrelišče (K) |
| Helij-3  | 3.19         |
| Helij-4  | 4.214        |
| Vodik    | 20.27        |
| Neon     | 27.09        |
| Dušik    | 77.36        |
| Zrak     | 78.8         |
| Fluor    | 85.24        |
| Argon    | 87.24        |
| Kisik    | 90.18        |
| Metan    | 111.7        |

### Uporaba kriogenike
Obstaja več aplikacij kriogenike. Uporablja se za proizvodnjo kriogenih goriv za rakete, vključno s tekočim vodikom in tekočim kisikom (LOX). Močna elektromagnetna polja, potrebna za jedrsko magnetno resonanco (NMR), se ponavadi proizvajajo z nadzorovanjem elektromagnetov s kriogeni. Magnetna resonanca (MRI) je uporaba NMR, ki uporablja tekoči helij . Infrardeče kamere pogosto zahtevajo kriogenično hlajenje. Kriogeno zamrzovanje hrane se uporablja za prevoz ali shranjevanje velikih količin hrane. Tekoči dušik se uporablja za proizvodnjo megle za posebne učinke in celo posebne koktajle in hrano.
Materiali za zamrzovanje z uporabo kriogenov lahko povzročijo, da so dovolj krhki, da jih lahko razgradijo na koščke za recikliranje. Kriogene temperature se uporabljajo za shranjevanje vzorcev tkiva in krvi ter za ohranitev eksperimentalnih vzorcev. Kriogeno hlajenje superprevodnikov se lahko uporablja za povečanje prenosa električne energije za velika mesta. Kriogenska obdelava se uporablja kot del nekaterih obdelav zlitin in za olajšanje kemičnih reakcij pri nizkih temperaturah (npr. Za izdelavo zdravil statina). Kryomilling se uporablja za mletje materialov, ki so lahko premajhni ali elastični za mletje pri običajnih temperaturah. Hlajenje molekul (do sto nano Kelvinov) se lahko uporabi za oblikovanje eksotičnih snovi snovi. Laboratorij hladnega atoma (CAL) je instrument, ki je namenjen mikroravoslovju za oblikovanje kondenzatov Bose Einstein (okoli 1 pico Kelvin temperature) in testnih zakonov kvantne mehanike in drugih fizičnih načel.